# Jagdgeschwader 302
La Jagdgeschwader 302 (JG 302) est une escadre de chasse de la Luftwaffe pendant la Seconde Guerre mondiale. Active de 1943 à 1944, l'unité était initialement affectée aux missions Wilde Sau avant d'assurer la supériorité aérienne de l'Allemagne dans le ciel de l'Europe.

## Opérations
Le JG 302 opéra majoritairement sur des chasseurs Messerschmitt Bf 109G et quelques Focke-Wulf Fw 190.

### Composante de laWilde Sau(1943)

#### L'escadre d'une autre
Troisième escadre de chasse de nuit opérant sur monomoteurs, la JG 302 est créée tout juste un mois après la JG 301 avec le gros de cette dernière afin de lutter contre le Bomber Command. Les deux premiers groupes (ou Gruppen soit 40 avions) de la 301 deviennent ainsi I. et II./JG 302 tandis que la JG 300 perd son III. Gruppe pour devenir III./JG 302,. C'est donc une escadre en partie aguerrie puisque plusieurs pilotes anciennement de la JG 301 comptent déjà plusieurs victoires aériennes : le Feldwebel Anton Benning et l'Oberfeldwebel Kurt Emler pour le I. Gruppe tout comme l'Oberfeldwebel Kurt Welter et l'Unteroffizier Andreas Hartl pour II. Gruppe.
Dans la nuit du 22 au 23 novembre 1943, les Hauptmann Heinrich Wurzer et Karl-Heinz Dietsche respectivement Staffelkapitän des 1. et 2./JG 302 ainsi que l'Oberfeldwebel Kurt Emler ouvrent le score de la JG 302 en revendiquant 5 victoires à eux trois. Le mois suivant, 400 bombardiers anglais attaquent Berlin dans la nuit du 2 au 3 décembre et les deux premiers groupes descendent encore 8 bombardiers lourds (dont 2 pour le Feldwebel Andreas Hartl) au prix d'un mort et d'un blessé. Quinze jours plus tard, les Britanniques reviennent sur Berlin et trois pilotes s'adjugent 4 Lancaster pour la perte d'un des leurs. Les 24 et 29 décembre, 5 autres quadrimoteurs sont descendus mais la JG 302 a déjà perdu 14 pilotes depuis la fin novembre, dont seulement 3 du fait des combats, le reste par accident.

#### Difficulté d'adaptation
À cette époque, la 30. Jagd-Division qui englobe les escadres Wilde Sau (JG 300, JG 301 et JG 302) utilise des appareils empruntés à des escadres de chasse de jour. De fait, beaucoup de groupes étaient loin d'avoir leur dotation en chasseurs : pour la JG 302, seul le I. Gruppe disposait d'une trentaine de Bf 109 alors que le Stab (unité de commandement) et le II./JG 302 n'avaient que deux avions chacun (des Fw 190 pour ce dernier) et le III./JG 302 aucun.
Si l'adversaire britannique demeurait l'adversaire numéro 1, la météo et l'obscurité s'avérèrent plus dangereux encore, comme le montrent les pertes subites. Beaucoup de pilotes se perdirent tout simplement dans la nuit noire ou en tentant de percer la couche nuageuse. Soit les avions s'écrasaient en manquant le terrain d'atterrissage, soit la panne sèche obligeait les pilotes à s'éjecter. S'ajouta à cela le comportement particulièrement nerveux du petit Bf 109 dans les phases de décollage et d'atterrissage que ne facilitèrent guère les choses,. Les permutations en cascade entre les groupes de la 30. Jagd-Division s'avéra également préjudiciables pour la cohésion des unités.

### De la chasse de nuit à la défense du Reich (1944)

#### Confirmation des as
Les as Andreas Hartl et Kurt Welter s'illustrèrent lors des nuits des 2 et 5 janvier en revendiquant 5 des 6 quadrimoteurs abattus par la JG 302, qui perd en contrepartie l'as aux 13 victoires l'Oberfeldwebel Kurt Emler. Ancien de la JG 300, ce pilote était présent dans la Wilde Sau depuis le tout début. Dès le lendemain, l'escadre est impliquée dans une interception de jour, qui allait devenir de plus en plus fréquente au vu de l'augmentation en intensité des frappes américaines. Si cette mission est un échec (un mort et un blessé), celle du 11 janvier se solde par un B-17 abattu et 4 pilotes allemands blessés. Trois jours plus tard, la JG 302 perd son premier chef d'escadrille,. Le mois s'achève cependant comme il a commencé : 5 bombardiers lourds abattus de jours et de nuit les 28 et 30 janvier, impliquant notamment les as habituels.
En février, l'activité se concentre essentiellement à la fin du mois du fait des mauvaises conditions météo qui clouent également au sol les forces du Bomber Command. Au soir du 19 février jusqu'au lendemain, 3 Lancaster et 2 B-17 américains furent détruits, l'Oberfeldwebel Kurt Welter réalisant un doublé, le Hauptmann Heinrich Wurzer obtenant lui le titre d'as.

#### Détachement d'Helsinki
Entre-temps, les forces stratégiques soviétiques reçurent l'ordre de Staline de mener des frappes de nuit contre Helsinki dans le but de désorganiser le pouvoir finlandais en place. Le pays demanda assistance à l'Allemagne et reçut des équipements de détections appropriés. Le I./JG 302 fut parallèlement sollicité pour créer un détachement baptisé Einsatzkommando Helsinki. Commandé par le Hauptmann Richard Lewens, l'unité comprenait également le Hauptmann Karl-Heinz Dietsche, Staffelkapitän 2./JG 302 ainsi que 13 pilotes et 57 mécaniciens et armuriers. Elle détruisit 2 appareils russes dans la nuit du 16 au 17 février et 4 autres lors de celle du 26 au 27 février. Des succès modestes donc mais le Staffel de Helsinki ne perdit aucun pilote lors de ces opérations.

#### Alternance des missions
Les 4, 6 et 8 mars, le I./JG 302 intercepta des raids américains massifs, dont par deux fois sur la capitale allemande. Seuls vainqueurs, les trois Staffelkapitän du Gruppe qui descendent 6 bombardiers lourds, dont 4 pour le seul Hauptmann Heinrich Wurzer qui dépasse ainsi le cap des 10 victoires. Même mission cette fois dans la nuit du 24 au 25 mars contre les bombardiers du Bomber Command, en fait la dernière grande mission nocturne de la JG 302. Pour trois pilotes blessés, les Allemands revendiquent 14 succès (essentiellement par le II. Gruppe), dont un doublé pour l'Oberfeldwebel Kurt Welter et un triplé pour le Feldwebel Andreas Hartl.
Les changements fréquents entre les missions de jour et de nuit impliquèrent d'adapter constamment les tactiques d'attaque. Toutefois, les pilotes de la Wilde Sau étaient recrutés avant tout parmi les unités d'avions de transports et de bombardement et possédaient donc les aptitudes pour le vol de nuit et désormais, l'expérience nécessaire pour le combat aérien. Fin mars, la JG 302 se retrouva pleinement impliquée dans la défense du Reich et reçut des renforts de jeunes pilotes fraichement débarqués. Cependant, la formation dont ils bénéficiaient à cette époque restait très en deçà des 300 heures d'entraînement que possédaient leurs homologues américains.

#### Un printemps bien rempli
Le 8 avril, toute la JG 302 décolle conjointement avec des éléments des JG 3, JG 11 et JG 54. La 7./JG 302 se retrouve en position favorable d'attaque et poivre 3 bombardiers et 1 Mustang mais l'ensemble de l'escadre perd 5 pilotes dont le vétéran et as aux 13 victoires le Feldwebel Andreas Hartl. Par ailleurs, une cinquantaine de B-24 bombardèrent la base du III./JG 302 qui blessèrent quatre hommes au sol, dont trois mortellement. Cloué au sol à cause des dommages subis sur sa piste, le groupe laisse les I. et II./JG 302 redécoller le lendemain dans un combat en plein centre de l'Allemagne. 7 bombardiers sont détruits pour la perte de l'un des vainqueurs.
C'est semble t-il sans aucune perte que les deux premiers Gruppen descendent encore 5 quadrimoteurs le 11 avril suivant. 5 autres bombardiers lourds tombent également les 18 et 19 avril mais la 4./JG 302 perd ce jour-là son Staffelkapitän l'Oberleutnant Willi Klein ainsi que deux autres pilotes. L'Oberfeldwebel Eberhard Kroker s'illustra tout particulièrement : déjà double vainqueur le 9 avril précédent, ce pilote descendit un quadrimoteur pour ses trois dernières missions faisant également de lui un as. Bien que diminué, le III./JG 302 se retrouve néanmoins sollicité pour des missions Wilde Sau. Ainsi au cours des nuits du 22 au 23 avril et 26 au 27 avril, deux pilotes du Gruppe descendent 3 Lancaster.
L'intensité des raids américains sur l'Allemagne en provenance de l'ouest et du sud forçait désormais les différentes unités de la défense du Reich à changer d'aérodrome en fonction de la situation. C'est donc à partir de nouvelles bases que les I. et II./JG 302 s'adjugèrent 7 succès le 19 avril pour une perte, dont un doublé pour l'Oberleutnant Heinz Seidel, chef de la 3. Staffel qui descendit un B-17 et un P-51 d'escorte pour son 5e succès, tout comme l'Oberfeldwebel Artur Groß qui parvient lui aussi au titre d'as. Les pilotes de la JG 302 étaient maintenant pleinement rodés à la chasse aux quadrimoteurs mais les chasseurs américains constituaient cependant un vrai problème et le resterait aussi longtemps que les bombardiers lourds demeureraient la cible prioritaire des Allemands. La 15th Air Force frappa également depuis les bases italiennes, toutefois, le nombre de chasseurs US est moins élevé qu'en provenance d'Angleterre. Ainsi le 10 mai, le I./JG 302 intercepte au-dessus du lac de Neusiedl un groupe de B-24 sans escorte et descend 7 d'entre eux sans aucune perte, le Hauptmann Heinrich Wurzer et l'Oberfeldwebel Anton Benning obtenant chacun un doublé.
Le 13 mai, le II./JG 302 engage l'ennemi au-dessus du nord de Berlin mais cette fois l'escorte est trop puissante. Au prix d'un mort et trois blessés, seul le chef de la 5. Staffel l'Oberleutnant Karl-Heinz Seeler parvient à descendre un B-17. Ce même pilote récidive dix jours plus tard en abattant de nuit 2 quadrimoteurs qui seront les dernières victoires nocturnes de la JG 302,. Le même jour, l'escadre remporte son plus grand succès alors : 4 bombardiers détruits dans le ciel de Berlin par le II./JG 302 tandis que 13 bombardiers et un P-51 étaient descendus une heure plus tôt dans le ciel autrichien par le I./JG 302, encore une fois contre la 15th Air Force. Ce jour-là, cinq pilotes seront doubles vainqueurs mais il y aura deux blessés tandis que la 4. Staffel perd son chef d'escadrille. Rebelote le 29 mai dans la région de Vienne où le I./JG 302 se charge d'escorter des Bf 110 du II./ZG 1 avant de joindre ses efforts aux groupes appartenant aux JG 27 et JG 77 : le groupe descend 7 B-24 (dont 4 par Herausschuss).

#### Restructuration drastique
Fin mai, les II. et III./JG 302 sont dissous, les pilotes du premier allant renforcer les effectifs du III./JG 300. Le Stab disparaît également, laissant donc à la JG 302 son seul I. Gruppe basé au nord de Vienne. Les effectifs demeurent identiques, toutefois un changement s'opère,. La JG 51 qui combat principalement sur le front Est, détache fin juin ses 2., 7. et 12. Staffel afin de renforcer les escadres à l'Ouest en pleine bataille de Normandie. Le I./JG 302 reçoit l'une d'elles en l'occurrence la 12./JG 51 commandée par l'Oberleutnant Ferdinand Kray qui devient donc la nouvelle 4./JG 302.
En raison de son expérience au combat contre les chasseurs, la 4./JG 302 se voit affectée le rôle de couverture pour le reste du groupe, les trois autres escadrilles pouvant désormais se concentrer sur l'attaque des quadrimoteurs. Plusieurs de ses pilotes sont également des as confirmés, à commencer par le Staffelkapitän Ferdinand Kray (16 victoires) ; le Leutnant Ernst-Dietrich Grumme en compte 45 et le Feldwebel Rudolf Dreesmann 21. Ces nouveaux venus auront fort à faire car l'été à venir voit les incursions aériennes en provenance d'Italie de plus en plus nombreuses. Également présent pour ouvrir la zone, le II./JG 27, le 101th groupe de chasse « Puma » hongrois ainsi que le II./ZG 1 mais dont les chasseurs lourds ne peuvent désormais plus rivaliser avec l'escorte musclée américaine.

#### Une tactique payante
La première mission du seul I./JG 302 se déroula le 9 juin après plus d'une semaine de repos, le temps pour le groupe de se familiariser avec la zone d'opération, sa base se trouvant relativement peu visible vu du ciel. La 4./JG 302 joua pleinement son rôle en distrayant la chasse adverse ce qui permit aux trois autres escadrilles de faire un carton : 16 victoires sur les bombardiers et 1 P-51 d'escorte abattus sans aucune perte. L'as du jour l'Oberfeldwebel Artur Groß obtient un triplé pour sa 10e victoire, quatre autres pilotes réalisant un doublé, dont le Hauptmann Heinrich Wurzer qui franchit lui la barre des 20 succès. À ce stade, la maintenance au sol dut fournir un effort considérable pour maintenir les avions opérationnels, ceux-ci étant fréquemment endommagés par les tirs des mitrailleuses de défense des boxes de bombardiers. Le 13 juin, nouveau raid au-dessus de Munich mais les Allemands sont repérés par les chasseurs américains et ne peuvent concentrer efficacement leurs attaques : 6 bombardiers et un chasseur sont descendus au prix de deux morts. L'Oberfeldwebel Anton Benning atteint à son tour son 10e succès. Trois jours plus tard, la 15th Air Force s'attaque aux raffineries de Vienne et se cogne à nouveau au I./JG 302 au-dessus du lac Balaton dont la 4. Staffel occupe la chasse adverse. Résultats, 2 Mustang et 1 P-38 Lightning descendus en combat tournoyant et 10 bombardiers B-24 abattus ou expulsés de leurs formations, un Bf 109 étant porté disparu et deux autres pilotes blessés. L'unité gagne encore un peu plus en efficacité, résultant d'une bonne discipline et d'excellentes tactiques.
Le 20 juin, le groupe reçoit le renfort de nouveaux pilotes, parmi eux l'Unteroffizier Willi Reschke qui va bientôt faire parler de lui. Pour autant, les pilotes se contentèrent d'effectuer des vols d'entrainement, la météo n'étant de toute façon pas au beau fixe. D'autre part, il s'agit d'habituer les nouveaux venus à repérer leur terrain situé en rase campagne au milieu de nulle part. À noter qu'à ce stade de la guerre, les Bf 109G délaissèrent de plus en plus l'emblème de la Wilde Sau (un sanglier sauvage) traditionnellement peint sur le fuselage et emportaient un réservoir externe de 300 litres. Les pilotes s'entrainaient également au sol en utilisant des jeux de cartes instructifs sur lequel étaient dessinés un viseur avec en arrière plan un appareil adverse représenté sous différents angles. Il permettait d'enseigner aux pilotes quel était le meilleur moment pour ouvrir le feu et ainsi faire mouche.
Le beau temps fait son retour le 26 juin et la 15th Air Force envoie plus de 600 bombardiers B-17 et B-24 escortés par plus de 320 P-38, P-47 et P-51. Dès le début, l'escorte massive ainsi qu'un mauvais guidage au sol gène l'interception allemande et les avions à la traine se retrouvent coiffés par les Américains. Toutefois, le I./JG 302 peut revendiquer 10 victoires pour 3 Bf 109 descendus. Un B-17 touché par la DCA se posa non loin de la base et les pilotes allemands purent inspecter l'appareil et constater les nombreux points forts de l'avion. Nouvelle interception dès le lendemain d'un box de B-17 séparés du reste de sa formation dans les environs de Budapest : 7 d'entre eux sont abattus ou déclarés comme Herausschuss, les tirs défensifs tuant deux pilotes allemands. L'Oberfeldwebel Ernst Haas obtient à son tour sa 10e victoire tandis que le Leutnant Ernst-Dietrich Grumme et le Feldwebel Rudolf Dreesmann de la 4. Staffel ont déjà abattu chacun 5 adversaires sur ce nouveau front pour à peu près autant de sorties.

#### Un groupe d'élite
Afin de gagner encore un peu plus en efficacité, chaque pilote se voyait désormais attribué un numéro de couleur flanqué sur le fuselage ainsi qu'un indicatif radio propre. Au vu des deux dernières missions, le Hauptmann Richard Lewens - qui commande le groupe depuis le tout début - demanda aussi à ses pilotes la plus grande discipline en vol, fondamentale pour les succès des missions à venir. Ce même pilote revendiqua l'un des deux seuls succès de son unité le 30 juin.
Les mécaniciens travaillaient maintenant jour et nuit sans discontinue pour maintenir un maximum d'avions opérationnel. Le 1er juillet, les pilotes aident même ces derniers à polir les surfaces des avions - permettant de gagner jusqu'à 40 km/h - avant de s'envoler l'après-midi sans toutefois parvenir à obtenir le contact avec l'ennemi. Qu'à cela ne tienne, le I./JG 302 retrouve la 15th Air Force le lendemain au sud-ouest de Budapest pour ce qui allait devenir son plus grand combat aérien. Environ 600 bombardiers et un nombre important de chasseurs se présentent ce jour-là dans les ciels hongrois et yougoslave. Un des Allemands s'écrase pour une raison inconnue dès le début mais ses camarades se reprennent très vite et parviennent à descendre 19 B-24 (dont 5 expulsés), 2 Mustang et un B-17 plus tard au sud du lac Balaton. La 4. Staffel eut forte à faire avec l'escorte et compta 4 tués dans ses rangs sur les 9 que déplora l'ensemble du groupe, plus deux blessés et un atterrissage forcé.
Le 6 juillet, le I./JG 302 se joint à la JG 300 pour un combat au-dessus de Munich, mais les P-51 éloignent tout intrus des B-17 et seul le Feldwebel Rudolf Dreesmann est descendu et tué. L'as avait obtenu 6 victoires en très peu de temps avec la 4. Staffel après son arrivée du front Est. La 15th Air force revient sur la Silésie le lendemain mais les nuages bas sur la base clouent le groupe qui décolle néanmoins par deux fois après amélioration des conditions. Il revendique 8 bombardiers (dont un par collision volontaire) et trois Allemands sont blessés dont un mortellement. Sans transition, nouveau combat le 8 juillet contre 225 chasseurs et 525 bombardiers B-17 et B-24. Ce dernier s'avère plus facile à abattre que la « forteresse volante » qui exige souvent une deuxième passe de tir. La trentaine de chasseur du groupe s'adjuge 12 bombardiers mais un Allemand ne rentrera pas et quatre autres seront blessés, parmi eux le Hauptmann Heinrich Wurzer. Touché à la main après ses 25e et 26e victoires, le Staffelkapitän de la 1. Staffel et « as des as » du groupe est désormais en convalescence. Pas de répit en revanche pour les mécanos surnommés les « hommes en noir », qui se relaient 24 h sur 24 pour maintenir un maximum de Messerschmitt opérationnels. Véritable colonne vertébrale de l'unité, ces hommes forcent le respect des pilotes qui forment ainsi ensemble une véritable équipe.

#### Adversaires à la hauteur
Les succès ne sont toutefois pas toujours au rendez-vous. Ainsi, les Me 109 du I./JG 302 se joignent le 13 juillet à deux Staffeln du IV./JG 3 équipé lui de Fw 190 pour un combat qui ne donnera qu'un faible résultat, chasseur US en nombre obliges. Idem le lendemain lors d'une mission conjointe cette fois avec le II./JG 27 : l'Unteroffizier Willi Reschke est l'un des deux pilotes victorieux (sa 5e victoire) tout comme le Leutnant Ernst-Dietrich Grumme qui sera cependant descendu et tué à son tour après son 53e succès. Avec 8 d'entre eux depuis son arrivée au I./JG 302, il était alors le meilleur as de la 4. Staffel mais également un camarade bon vivant et apprécié de tous. Le 16 juillet, la 4./JG 302 de l'Oberleutnant Ferdinand Kray lui rend hommage en abattant 6 avions sans pertes, sur les 15 remportées par l'ensemble du groupe (qui perd lui 3 pilotes) ; tout comme Kray, les Oberfeldwebel Heinz-Wolfgang Schellner et Ernst Schäffer de la 2. Staffel obtiennent chacun un doublé ainsi que le titre d'as. Peu prolifique sera en revanche la sortie conjointe du 18 juillet avec les groupes d'assaut IV./JG 3 et le II./JG 300 qui mettra en évidence le manque de coordination radio entre les différentes unités allemandes.
Même constat pour la journée du 19 juillet dans la région de Munich où deux pilotes sont tués et deux autres blessés, même si le groupe parvient tout de même à descendre 10 B-17 (6 par Herausschuss). L'attaque exigea néanmoins pour certains deux passes de tir tellement le bombardier de Boeing est robuste. 10 de plus tombent deux jours plus tard mais les quatre jours d'inaction forcés qui suivent ne sont guères bénéfiques pour les pilotes qui restent globalement sur des succès continues. En revanche, ces jours sont mis à profil par les mécaniciens qui peuvent enfin souffler un peu.
Les choses sérieuses reprennent dans les derniers jours de juillet avec des attaques aériennes américaines sans discontinues du 25 au 29. Les chasseurs US sont de plus en plus au fait des tactiques allemandes et peuvent contrer leurs adversaires. Si 15 quadrimoteurs et 3 Mustang sont perdus du fait du I./JG 302 lors de ces cinq jours, l'escadre perd 9 pilotes tandis que 4 autres sont blessés. La plus grosse perte est sans conteste l'Oberleutnant Ferdinand Kray, « as des as » de la 4. Staffel qu'il commande, abattu et tué par un P-51 après avoir lui-même abattu 5 bombardiers et 4 chasseurs, pour un score final de 25. Autre perte, le Feldwebel Ernst Schäffer de la 2. Staffel qui disparaît lui après un palmarès de 6 victoires. À cette époque, la pénurie de pilotes commence à se faire sentir même si certain nouveaux venus tirent leur épingle du jeu en parvenant au titre d'as,.
En règle générale, environ la moitié des jeunes pilotes étaient blessés ou tués au cours des trois premières missions. Certains faisaient parfois preuves d'une certaine insouciance après leur première sortie, ou encore d'un excès de confiance après leur première victoire aérienne ; seuls ceux qui gardaient la tête froide pouvaient espérer survivre à la guerre.

#### Dernières missions
Au deux petites victoires le 5 août suivent deux de plus le surlendemain au-dessus de la Hongrie où pour la première fois, le groupe subit un ratio défavorable puisqu'il perd quatre Messerschmitt pour un mort et trois pilotes blessés. Basé depuis le début du mois à Götzendorf, le I./JG 302 déménage ensuite dans les alentours de Francfort-sur-le-Main le 15 août où l'activité des unités de la défense du Reich ne désemplit pas. Le lendemain, l'unité intercepte des B-17 conjointement avec la JG 300 et le IV./JG 3 et en descendent ensemble une douzaine,. Nouvelle grosse mission le 20 août qui voit une nouvelle confrontation avec la 15th Air force. Privé des grands as de sa 4. Staffel, le groupe ne s'envole qu'avec 20 appareils mais peut néanmoins compter sur les chasseurs hongrois en approchant de Budapest. Ces derniers jouent pleinement leur rôle et le groupe s'adjuge 6 bombardiers lourds, une goutte d'eau face à l'armada américaine. Qui plus est, le chef de la 1./JG 302 et surtout le Hauptmann Richard Lewens sont tués au cours de cette mission, un coup dur pour le I./JG 302 qui perd son Gruppenkommandeur depuis la création de l'escadre.
Pas le temps de souffler, le groupe est à nouveau sollicité dans le ciel hongrois le lendemain pour une passe de tir qui débouche sur trois victoires sans plus de détails. Le 22, nouvelle grosse journée conjointement avec les I., II./JG 300 et le IV./JG 3 dont les pilotes, véritable pépinière de chasseurs de quadrimoteurs, ont rejoint ceux du I./JG 302 à Götzendorf la veille. La formation allemande prend contact avec 500 bombardiers de la 15th Air force au nord du lac Balaton dont les équipages sont peu habitués à une attaque aussi massive, d'autant qu'ils se cognent une nouvelle fois aux Allemands sur le chemin du retour vers l'Italie. Pour des pertes minimes, les JG 3 et 300 revendiquèrent 20 bombardiers et 4 P-38 tandis que le I./JG 302 descendait 8 quadrimoteurs et un P-38 dans ce qui sera sa dernière mission sur la Hongrie. Mention spéciale pour le Leutnant Leonhard Reinicke, Staffelführer de la 1./JG 302 et l'Oberfeldwebel Heinz Gossow de la même unité, tous deux triple vainqueur en trois jours.
Le 24 août, la vingtaine d'avions du groupe s'envolent peu avant midi, rejoints une nouvelle fois par la JG 300 après avoir manqué une interception le matin. Ils descendent trois avions dont un Mustang qui sera le cinquième de l'Unteroffizier Christoph Blum, ce jeune pilote devenant par ailleurs le dernier pilote de son unité à devenir un as, mais deux de ses camarades seront tués et un autre blessé. Depuis plusieurs jours déjà, des rumeurs de transfert sont évoqués ; le 26 août, c'est chose fait quand le groupe pose ses valises à Magdebourg, puis Mörtitz au nord-est de Leipzig dès le lendemain, enfin à Leeuwarden aux Pays-Bas le soir même. Quelques Bf 109 effectueront une mission de couverture aérienne au profil de la flotte allemande naviguant vers le port d'Emden, avant que le I./JG 302 ne retourne à Mörtitz. C'est de cette base que l'unité effectuera sa toute dernière interception en s'octroyant deux succès sur des B-17 le 29 août, dont la 14e pour l'Unteroffizier Willi Reschke ; endommagé, il sera contraint à un énième atterrissage forcé. Il rejoindra ensuite ses camardes à Alperstedt pour un dernier transfert. Pour le plus grand plaisir de tous, le Hauptmann Heinrich Wurzer fera également son grand retour et assumera le commandement du groupe.

#### D'une escadre à l'autre
Durant tout le mois de septembre, les 22 pilotes survivants se reconvertissent sur Fw 190 (malgré la réticence de certains habitués au Bf 109) renforcés par de nouveaux sortis en provenance d'écolage de reconnaissance, chasse lourde, bombardement ainsi que d'instructeurs. Le Fw 190 est toutefois un appareil facile à maîtriser et le passage de relais se fera aisément. Le 1er octobre, le I./JG 302 est renommée III./JG 301 mettant un point final à l'histoire de la JG 302.
Environ 330 victoires furent revendiquées par l'escadre entre novembre 1943 et août 1944, dont 90 % de quadrimoteurs anglais et américains,. Elle perdit en contrepartie 99 pilotes, la plupart au combat. La JG 302 et en particulier le I. Gruppe bénéficia d'un excellent leadership ainsi qu'une aide précieuse de deux stations radar lors des opérations dans le sud. Ce seul groupe vit passer 133 pilotes et en perdit 67 tandis que 40 autres étaient blessés. Malgré la supériorité numérique des Alliés, il n'y eut pourtant jamais aucun signe de résignation chez ces hommes, quel que soit leur grade.

## Organisation

### Stab
Formé le 1er novembre 1943 à Stade sur ordre du 26 septembre 1943.
Le Stab/JG 302 est dissous en juin 1944.
Geschwaderkommodore
| Début          | Fin            | Grade          | Nom               |
| -------------- | -------------- | -------------- | ----------------- |
| novembre 1943  | ?              | Oberstleutnant | Manfred Mössinger |
| ?              | printemps 1944 | Major          | Ewald Janssen,    |
| printemps 1944 | juin 1944      | Major          | Kurd Peters       |

### I.Gruppe
Formé le 1er novembre 1943 à Jüterbog-Waldlager à partir du I./JG 301 avec :
- Stab I./JG 302 à partir du Stab I./JG 301
- 1./JG 302 à partir de la 1./JG 301
- 2./JG 302 à partir de la 2./JG 301
- 3./JG 302 à partir de la 3./JG 301

En juin 1944, le groupe augmente ses effectifs à quatre Staffeln :
- 1./JG 302 inchangée
- 2./JG 302 inchangée
- 3./JG 302 inchangée
- 4./JG 302 à partir de la 12./JG 51[36]

Le 30 septembre 1944, I./JG 302 est renommé III./JG 301 :
- Stab I./JG 302 devient Stab III./JG 301
- 1./JG 302 devient 9./JG 301
- 2./JG 302 devient 10./JG 301
- 3./JG 302 devient 11./JG 301
- 4./JG 302 devient 12./JG 301

Gruppenkommandeur :
| Début             | Fin               | Grade     | Nom                              |
| ----------------- | ----------------- | --------- | -------------------------------- |
| 1er novembre 1943 | 20 août 1944      | Hauptmann | Richard Lewens (mort au combat), |
| septembre 1944    | 30 septembre 1944 | Hauptmann | Heinrich Wurzer                  |

### II.Gruppe
Formé le 1er novembre 1943 à Ludwigslust à partir du II./JG 301 avec :
- Stab II./JG 302 à partir du Stab II./JG 301
- 4./JG 302 à partir de la 4./JG 301
- 5./JG 302 à partir de la 5./JG 301
- 6./JG 302 à partir de la 6./JG 301

Le II./JG 302 ne possède pas ses propres avions jusqu'en janvier 1944, et jusque-là, partage avec ceux du I./JG 11 et le III./JG 54.
Il est dissous le 25 mai 1944 et tous les équipages sont transférés au III./JG 300,.
Gruppenkommandeur :
| Début             | Fin             | Grade | Nom                         |
| ----------------- | --------------- | ----- | --------------------------- |
| 1er novembre 1943 | 21 janvier 1944 | Major | Treumund Engelhard (blessé) |
| ?                 | ?               | ?     | ?                           |

### III.Gruppe
Formé le 1er novembre 1943 à Oldenbourg à partir du III./JG 300 :
- Stab III./JG 302 à partir du Stab III./JG 300
- 7./JG 302 à partir de la 7./JG 300
- 8./JG 302 à partir de la 8./JG 300
- 9./JG 302 à partir de la 9./JG 300

Le III./JG 302 ne possède pas ses propres avions jusqu'en janvier 1944, et jusque-là, partage avec ceux du III./JG 11. Le III./JG 302 est dissous le 25 mai 1944,.
Gruppenkommandeur :
| Début             | Fin            | Grade | Nom           |
| ----------------- | -------------- | ----- | ------------- |
| 1er novembre 1943 | printemps 1944 | Major | Ewald Janssen |
| ?                 | ?              | ?     | ?             |